# Tennant Creek
Tennant Creek ist ein direkt am Stuart Highway gelegener Ort im australischen Northern Territory. Er wurde um 1860 gegründet und zählt gut 1.700 Einwohner. Tennant Creek liegt etwa 1.000 km südlich der Landeshauptstadt Darwin und circa 500 km nördlich von Alice Springs. Ihren Namen bekam die Stadt von einem sich in der Nähe befindlichen Wasserlauf desselben Namens. Sie ist Verwaltungssitz und größter Ort der Barkly Region.

## Geschichte
1860 benannte John McDouall Stuart eben jenen Wasserlauf aus Dankbarkeit nach John Tennant, einem südaustralischen Viehzüchter. Tennant hatte Stuarts Australienexpedition kofinanziert. 1872 wurde eine behelfsmäßige Telegrafenstation erbaut. Zwei Jahre später, als die Tennant Creek Overland Telegraph Station fertig war, wurde der Telegrafenverkehr hierher verlegt. Erst um 1930, als ein kurzer, aber heftiger Goldrausch ausbrach, erlangte der Ort Berühmtheit. Von damals stammt auch der Spitzname Heart of Gold (deutsch: Goldherz). Auch heute noch werden hier Kupfer und Gold gefördert. Während des Zweiten Weltkriegs gab es in der Nähe von Tennant Creek ein Hospital und der Flughafen wurde als Notflughafen benutzt.
Im Februar 2009 erreichte Tennant Creek weltweite mediale Aufmerksamkeit, als sich ein Familienstreit zu einer Straßenschlacht mit mehr als 100 Teilnehmern entwickelte. Nach Berichten der Polizei schwangen die Kontrahenten Äxte und Messer und gingen mit Schlagstöcken und Boomerangs aufeinander los. Eine 63-jährige Frau erlitt schwere Verletzungen und wurde in ein Krankenhaus in Alice Springs geflogen.

## Klima

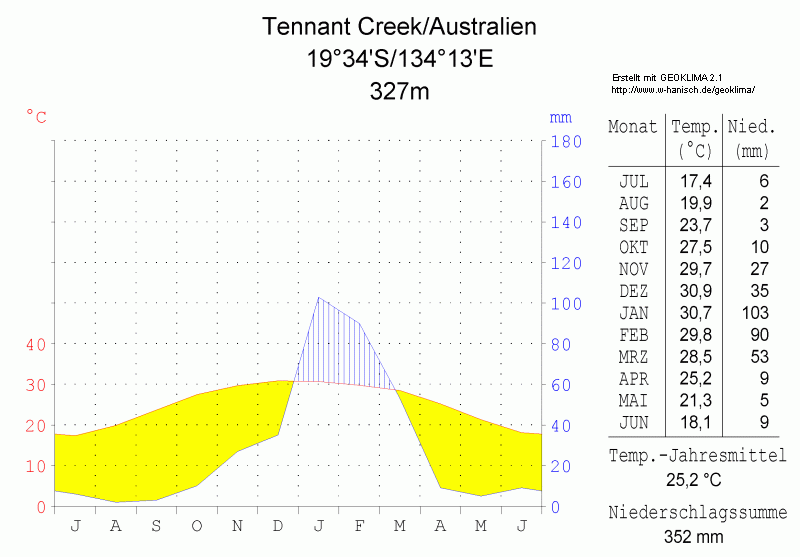
Klimadiagramm von Tennant Creek

Tennant Creek hat ein heißes Wüstenklima (Klimaklassifikation nach Köppen und Geiger: BWh). Dennoch fallen im langjährigen Mittel 468,4 mm Regen pro Jahr und es kann eindeutig zwischen Trocken- und Regenzeit unterschieden werden. Letztere reicht von Dezember bis März; in dieser Periode fällt der größte Anteil des Jahresniederschlags und die Temperaturen erreichen ihre Höchstwerte. Die trockeneren Monate zeichnen sich durch niedrigere Temperaturen, viel Sonne (durchschnittlich 9,8 Stunden Sonne pro Tag) und milde Nächte aus. Die vorherrschende Windrichtung ist Ost bis Südost.
Die höchste je gemessene Temperatur betrug 45,4 °C und wurde am 2. Dezember 2007 verzeichnet; die niedrigste mit 4,5 °C am 14. Juli 1978.
|                       | Jan   | Feb   | Mär  | Apr  | Mai  | Jun  | Jul  | Aug  | Sep  | Okt  | Nov  | Dez  |   |       |
| Mittl. Tagesmax. (°C) | 36,7  | 35,7  | 34,3 | 31,6 | 27,5 | 24,4 | 24,5 | 27,5 | 31,6 | 34,7 | 36,4 | 37,2 | ⌀ | 31,8  |
| Mittl. Tagesmin. (°C) | 25,0  | 24,5  | 23,2 | 20,3 | 16,3 | 12,8 | 12,2 | 14,4 | 18,4 | 21,7 | 23,7 | 24,9 | ⌀ | 19,8  |
|                       |       |       |      |      |      |      |      |      |      |      |      |      |   |       |
| Niederschlag (mm)     | 110,0 | 124,3 | 57,4 | 18,0 | 8,5  | 5,2  | 4,8  | 1,5  | 7,7  | 20,3 | 41,1 | 69,6 | Σ | 468,4 |
|                       |       |       |      |      |      |      |      |      |      |      |      |      |   |       |
| Sonnenstunden (h/d)   | 9,3   | 9,1   | 9,1  | 9,8  | 9,7  | 9,9  | 10,2 | 10,6 | 10,2 | 10,0 | 9,7  | 9,5  | ⌀ | 9,8   |
|                       |       |       |      |      |      |      |      |      |      |      |      |      |   |       |
| Regentage (d)         | 7,6   | 7,8   | 4,5  | 1,6  | 1,1  | 0,6  | 0,5  | 0,3  | 1,2  | 2,8  | 4,1  | 5,8  | Σ | 37,9  |

| 25,0 |

| 24,5 |

| 23,2 |

| 20,3 |

| 16,3 |

| 12,8 |

| 12,2 |

| 14,4 |

| 18,4 |

| 21,7 |

| 23,7 |

| 24,9 |

| 25,0 |

| 24,5 |

| 23,2 |

| 20,3 |

| 16,3 |

| 12,8 |

| 12,2 |

| 14,4 |

| 18,4 |

| 21,7 |

| 23,7 |

| 24,9 |

| N i e d e r s c h l a g | 110,0 | 124,3 | 57,4 | 18,0 | 8,5 | 5,2 | 4,8 | 1,5 | 7,7 | 20,3 | 41,1 | 69,6 |
|                         | Jan   | Feb   | Mär  | Apr  | Mai | Jun | Jul | Aug | Sep | Okt  | Nov  | Dez  |

## Verkehr
Tennant Creek liegt an den beiden wichtigsten Nord-Süd-Verbindungen quer durch den Kontinent, dem Stuart Highway (Straße) und dem Central Australian Railway (Eisenbahnlinie).

## Sehenswürdigkeiten

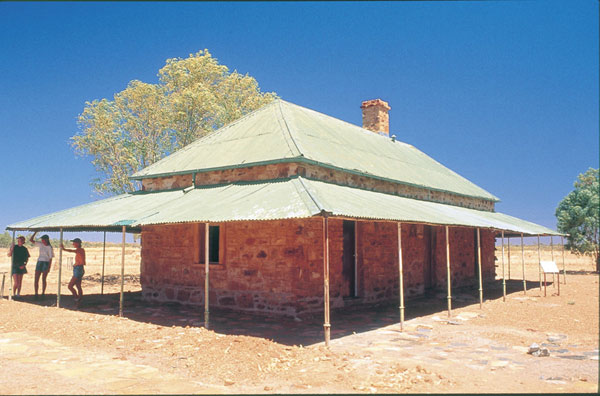
Overland Telegraph Station

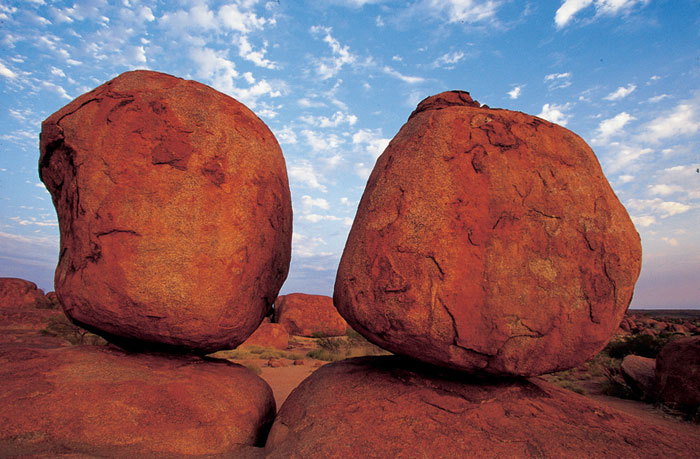
Devil’s Marbles

Die Stadt profiliert sich zunehmend als Touristenziel. Dabei setzt sie nicht nur auf die Goldsuche, sondern auch auf die Lebensweise der Aborigines. In der Gegend um Tennant Creek leben die Kaytetye-Aborigines, die einen Native Title für Land- und Wassernutzung im Süden und Südosten von Tennant Creek halten.

### Goldabbau
Der Goldgräberveteran Colonel Bremner führt Besucher in seine alte Mine Dot Mine. Am Abend erzählt er den Besuchern am Lagerfeuer von den alten Zeiten.
Eine alte Goldverarbeitungsstätte, Gold Stamp Battery , wurde restauriert und hergerichtet und dient heute als Touristenattraktion. Bei Führungen wird die Anlage angeschaltet. In der Nähe liegt der Ausguck in die Nobles Nob Mine, die bis zu ihrer Stilllegung 1985 die größte australische Goldmine war.
53 km nordwestlich von Tennant Creek liegt das aufgelassene Goldminengebiet Moonlight Rockhole Fossicking Area bei der Minenstadt Warrego. Hier darf jeder Gold schürfen und nach Nuggets suchen, sofern er ein Miners Right hat.

### National Trust Museum
Das Heimatmuseum zeigt ein buntes Gemisch an Ausstellungsobjekten aus der Gegend. Es ist in einem ehemaligen Hilfshospital untergebracht, das 1942 von der Armee gebaut wurde.

### Overland Telegraph Station
Die ehemalige Telegrafenstation aus dem Jahre 1872 ist heute ein Museum und zugleich eine der bekanntesten Attraktionen Tennant Creeks. Sie liegt direkt an der Transaustralische Telegrafenleitung, mit deren Hilfe Australien einst Anschluss an die Welt fand.

### Devil’s Marbles
Devil’s Marbles – des Teufels Murmeln – heißen die merkwürdigen Felsformationen etwa 110 km südlich von Tennant Creek am Stuart Highway, die aus Tausenden verwitterter und verrundeter, zwischen 3 und 5 Meter hohen Granitfelsen bestehen. Die Kaytetye-Aborigines, die sie Karlu Karlu nennen, halten sie für die Eier der von ihnen verehrten Regenbogenschlange aus der Traumzeit. Der Ort ist ein bedeutender spiritueller Ort für die Kaytetye. Die verrundeten Felsen wurden über Jahrtausende von Wind, Sand, Temperaturunterschieden und Regen erodiert und so in ihre heutige Form gebracht.

## Bildergalerie

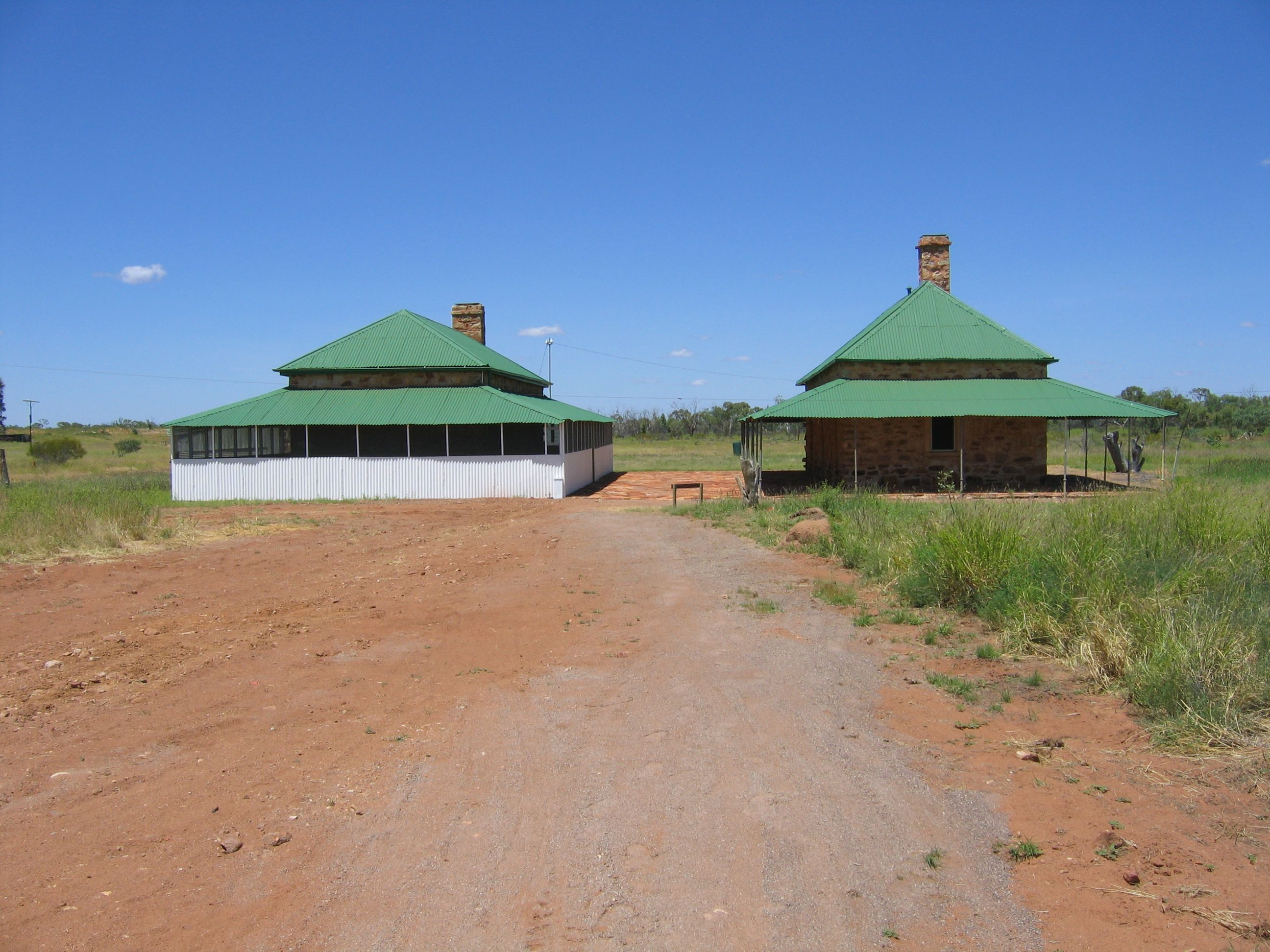
Overland Telegraph Station
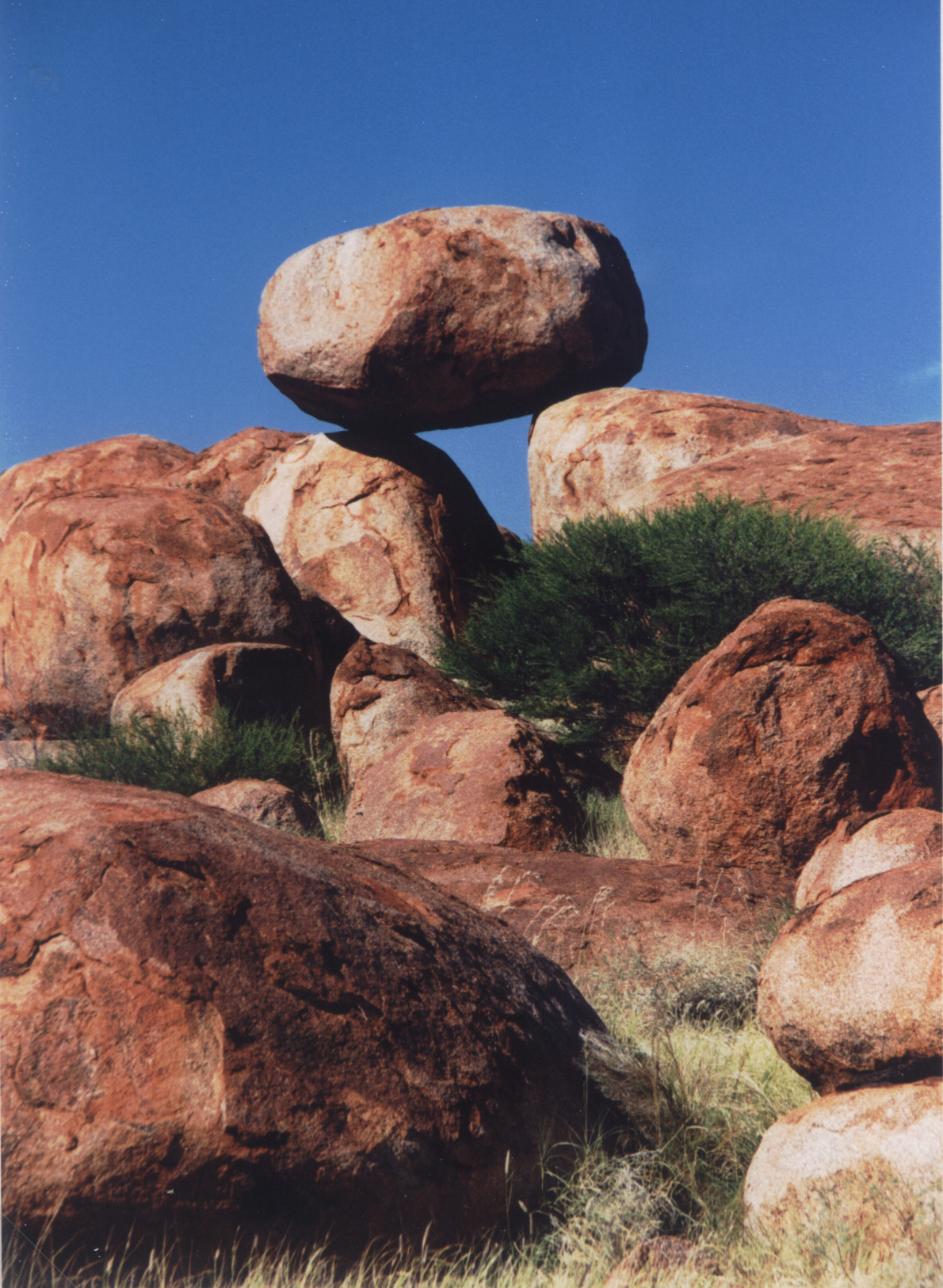
Karlu Karlu/Devil’s Marbles
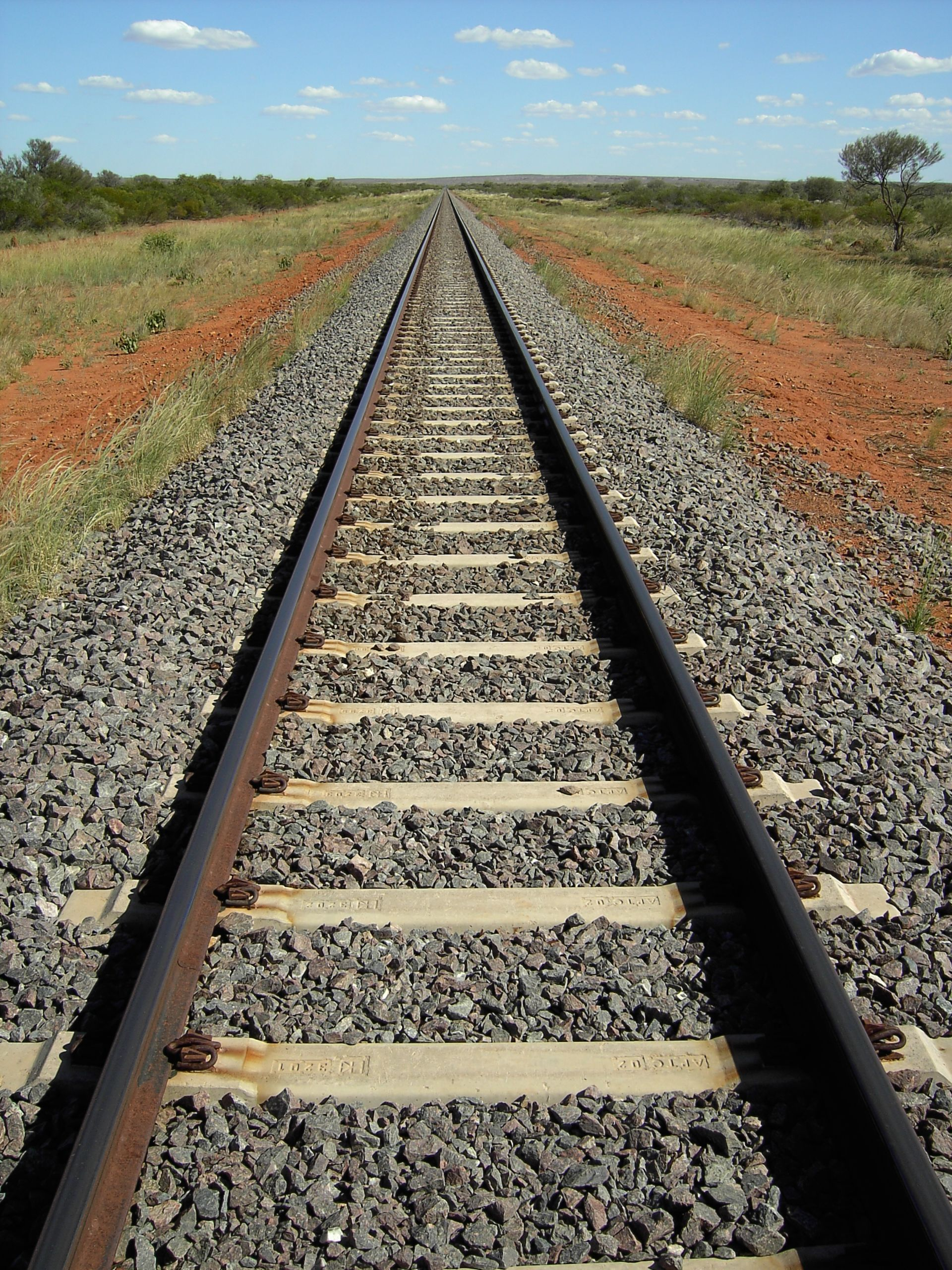
Central Australian Railway bei Tennant Creek
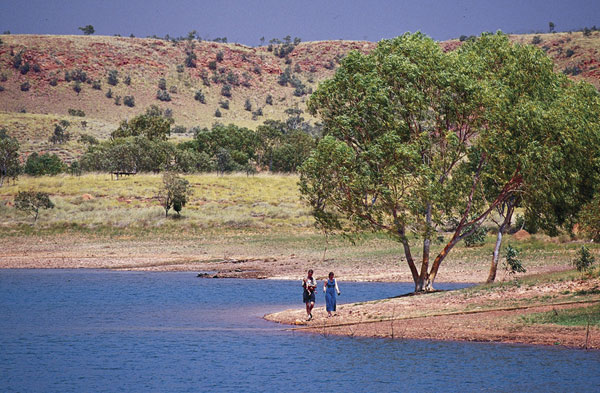
Mary Ann Damm
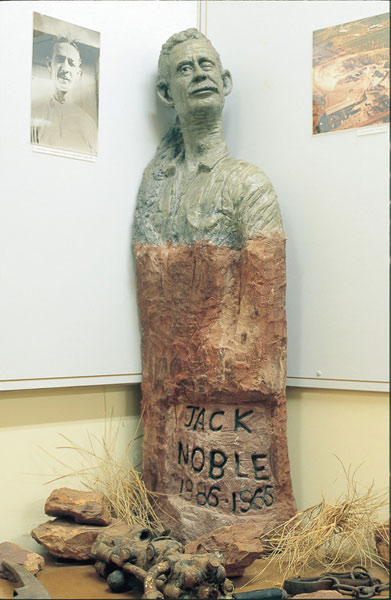
Battery Hill Museum - Statue of Jack Noble
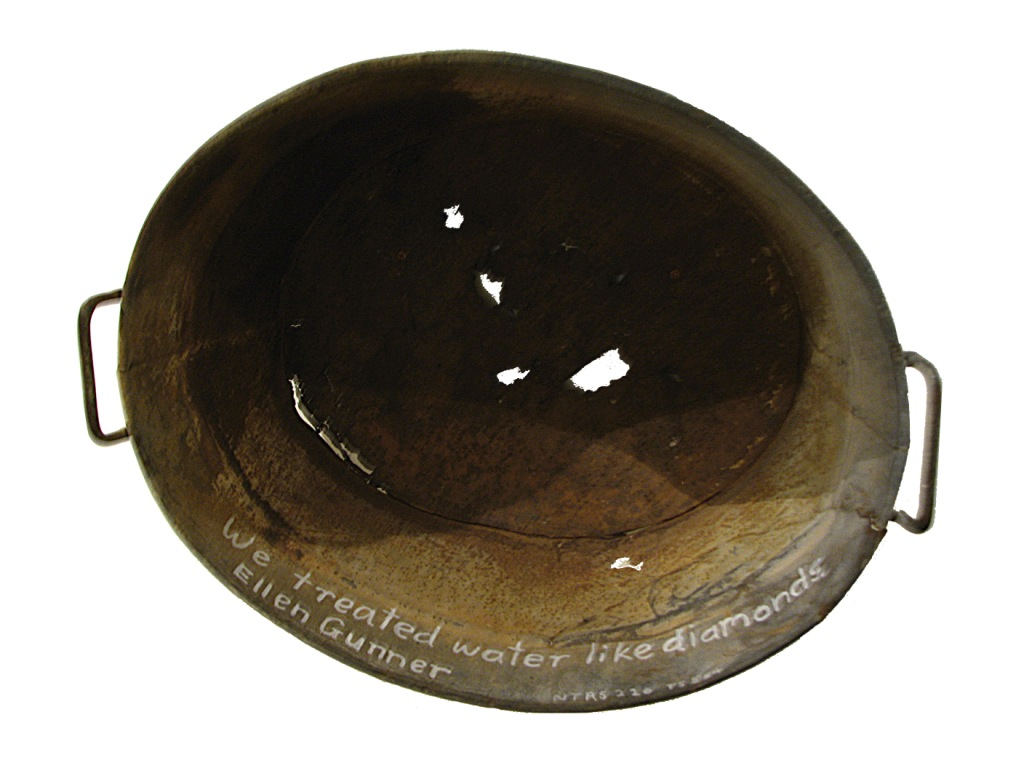
Battery Hill Mining Centre - Washing bowl